# Сіяк Іван Михайлович
д-р Іва́н Миха́йлович Сіяк (1887, с. Ляшки Муровані, Львівська область — 3 листопада 1937, Сандармох, Карелія) — український (пізніше — радянський) адвокат, діяч УСДП, четар УСС, сотник УГА, старшина армії УНР. Діяч в УРСР.

## Життєпис
Народився у селі Ляшках Мурованих на Львівщині, українець за національністю. Закінчив Львівський університет (під час навчання приїжджав до Солотвина як діяч УСДП), за фахом правник.
Батько — Михайло Сіяк — вийшов на емеритуру (пенсію) як директор школи ім. Бориса Грінченка у Львові.
У 1905–1919 рр. діяч УСДП (член головної управи), згодом четар УСС і старшина Армії УНР.

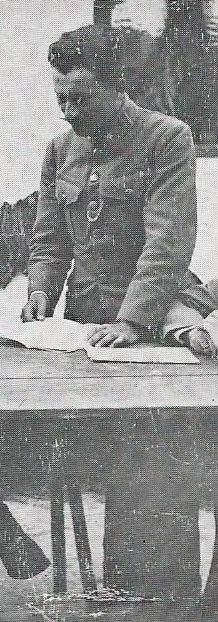
Іван Сіяк — підхорунжий УСС у 1917 році

На початку 1919 року організатор повстання проти румунів на Хотинщині.
Командир студентського станиславівського куреня. На чолі створеного збройного залізничного загону (звання — сотник технічної сотні УСС) забезпечував евакуацію уряду ЗУНР зі Станіславова до Бучача. Загін обороняв залізничний вокзал, стримував поляків, відступив з сотнею до Бучача.
І. Сіяк на посаді коменданта Тернополя надав допомогу колишньому Новому Львівському театру. Відновлений театр давав гастролі стрільцям УГА.
На чолі сотні рушив до Чорткова, намагався заарештувати генерала Олександра Грекова, Євгена Петрушевича, а зустрівши опір інших частин, командир окремого Залізного загону Армії УНР (розбитий більшовиками під Ставищем) І. Сіяк, 1919 р. здався в полон. Проте одразу після полону вступив в лави КП(б)У (1919—1933) і здобув симпатію в Кремлі.
За вказівкою В. Леніна 8 липня 1920 р. був створений у Києві Галицький революційний комітет (Галревком) — революційний большевицький уряд для Галичини. Рішення створити Галревком ухвалив ЦК КП(б)У ще 15 квітня 1920 р. також за вказівкою В. Леніна. В. Верига у солідному науковому історико-енциклопедичному дослідженні окупації Галичини 1920-х рр. зазначає, що «большевицький уряд для Галичини не вибирали представники галицького населення, так як це було з вибором Української Національної Ради і Державного Секретаріату ЗУНР у листопаді 1918 р. Головою Галицького Ревкому Ленін призначив Володимира Затонського ...». І. Сіяк діяв у складі Галревкому під політичним захистом Володимира Затонського, який відправив І. Сіяка в Москву, де останній впродовж 1919—1920 років неодноразово зустрічався з В. Леніним, а згодом на одній із зустрічей у Кремлі В. Ленін і М. Бухарін одразу дали січовику рекомендації для вступу в РКП(б). Після смерті В. Леніна І. Сіяк втратив у Кремлі його політичне заступництво.
І. Сіяк працював секретарем повпредства УРСР у Варшаві. Як професор викладав у вишах Харкова й Києва. З 1930 року  — директор Українського інституту лінгвістичної освіти, організованого в Києві. 
Заарештований 2 лютого 1933 р. у справі «Української військової організації». Під час слідства тримав голодування. Судовою трійкою при Колегії ДПУ УСРР 1 жовтня 1933 р. засуджений за ст. 54-11 КК УСРР на 10 років виправно-трудових таборів.
Відбував покарання у Свірському таборі (Лодєйне Поле) і на Соловках. Постановою окремої трійки Управління НКВД СРСР по Ленінградській області від 9 жовтня 1937 року дістав найвищу кару (розстріл). Вивезений з островів з великим етапом в'язнів Соловецької тюрми і страчений 3 листопада 1937 року в урочищі Сандармох, що лежить поблизу Повенецької затоки Онезького озера, більш як за 15 км від робітничого селища Медвежа Гора (нині Медвеж'єгорськ, Республіка Карелія, РФ).
Реабілітований Військовим трибуналом Київського військового округу 26 вересня 1958 року.

## Доля родини
Схожа доля спіткала його братів Миколу (* 1872, викладача історії українського права у Харкові), Остапа (* 1879; український галицький громадський діяч, делеґат УНРади ЗУНР, голова Тернопільського повітового комітету УНДО, заарештований 1939 р., розстріляний без суду після 5 березня 1940 року).